# بلمانت (ایندیانا)
بلمانت (به انگلیسی: Belmont) یک منطقهٔ مسکونی در ایالات متحده آمریکا است که در شهرستان براون، ایندیانا واقع شده‌است. بلمانت  ۱۷۴٫۰۴ متر بالاتر از سطح دریا واقع شده‌است.